# الانت
الانت (به ایتالیایی: Alonte) یک سکونتگاه مسکونی در ایتالیا است که در استان ویچنزا واقع شده‌است.

## خصوصیات
الانت ۱۰ کیلومترمربع مساحت و ۱٬۵۶۰ نفر جمعیت دارد و ۳۴ متر بالاتر از سطح دریا واقع شده‌است.